# فارفالون
فارفالون (ایتالیایی: Farfallon) یک فیلم کمدی ایتالیایی به کارگردانی ریکاردو پاتسالیا است که در سال ۱۹۷۴ منتشر شد. این فیلم نقیضه‌ای برای فیلم مشهور پاپیون بود.

## بازیگران
- فرانکو فرانکی
- چیچو اینگراسیا
- فیورنتزو فیورنتینی
- ماریو کاروتنوتو
- نینو ترتسو
- لیندا سینی
- انتسو آندرونیکو